# کلیسای جامع الکساندر

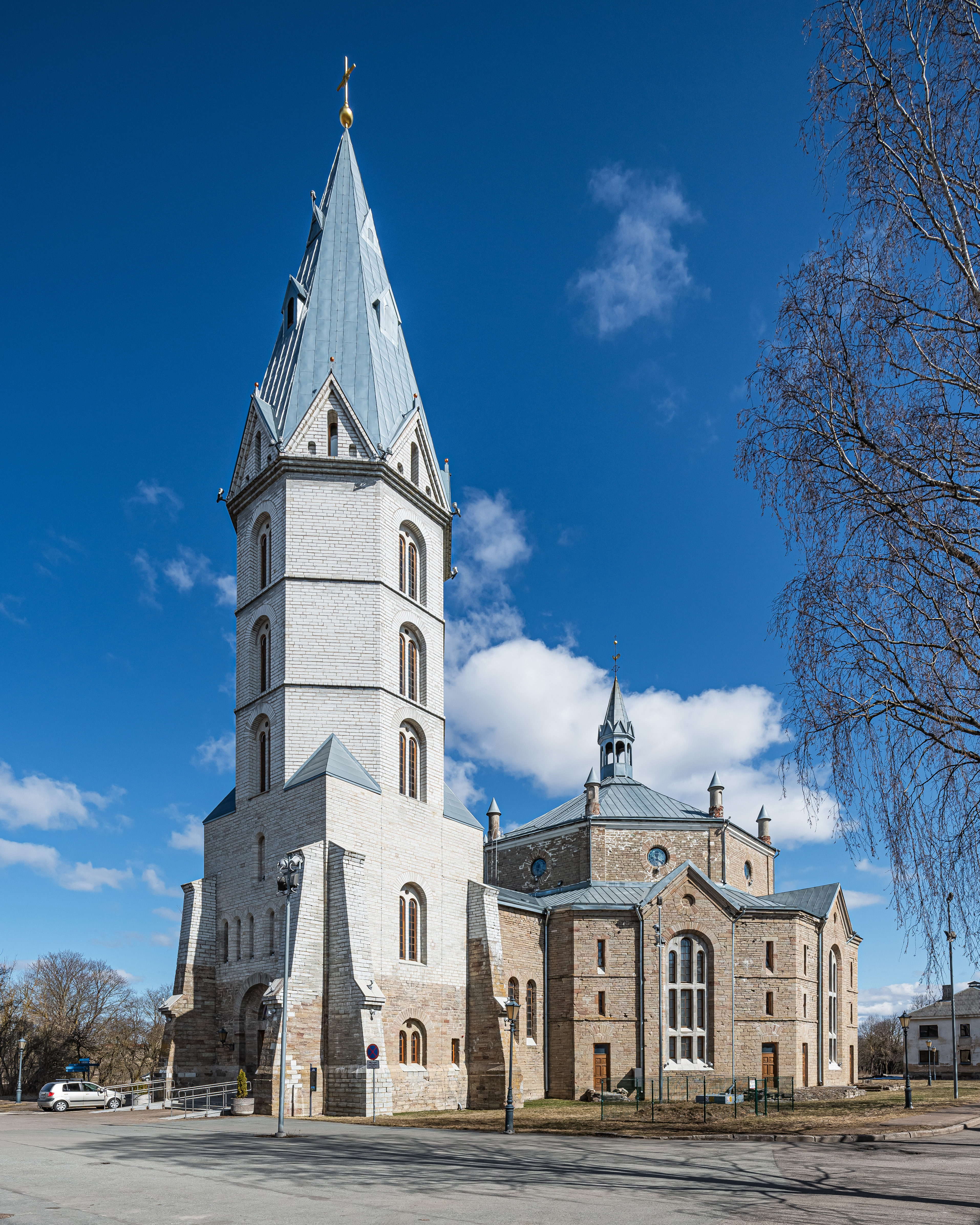
کلیسای جامع الکساندر

کلیسای جامع الکساندر (استونیایی: Aleksandri Suurkirik) یک کلیسای انجیلی لوتری در شهر ناروا، استونی است.
این کلیسا که در سال‌های ۱۸۸۱ تا ۱۸۸۴ ساخته شده در ۱۹ سپتامبر ۲۰۰۰ توسط لنارت مری رئیس جمهور استونی به کلیسای جامع تبدیل شده‌است.
کلیسای جامع الکساندر پس از ایجاد مشکلات مالی برای بازسازی برج در سال ۲۰۱۵ در آستانه حراج بود اما کلیسا توسط دولت استونی و کلیسای انجیلی لوتری با قیمت ۳۷۵٬۰۰۰ یورو خریداری شد.

## نگارخانه

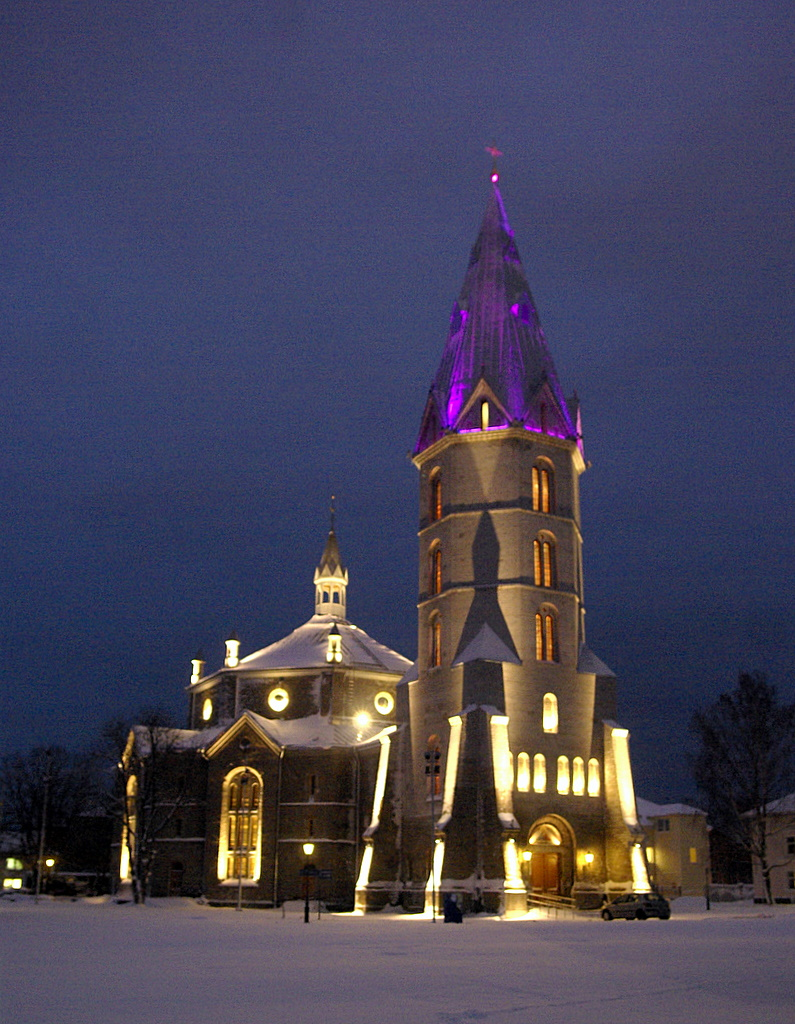
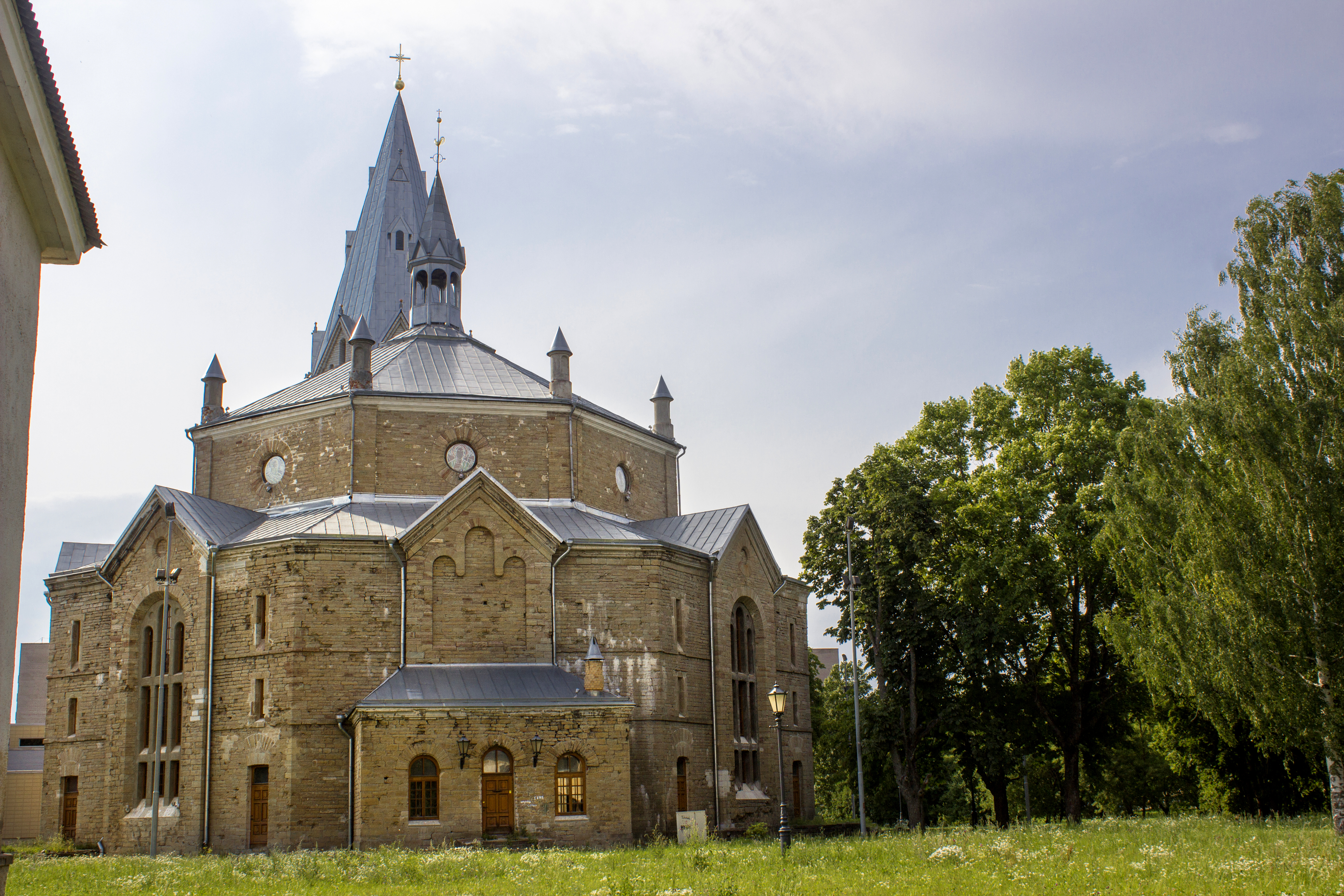
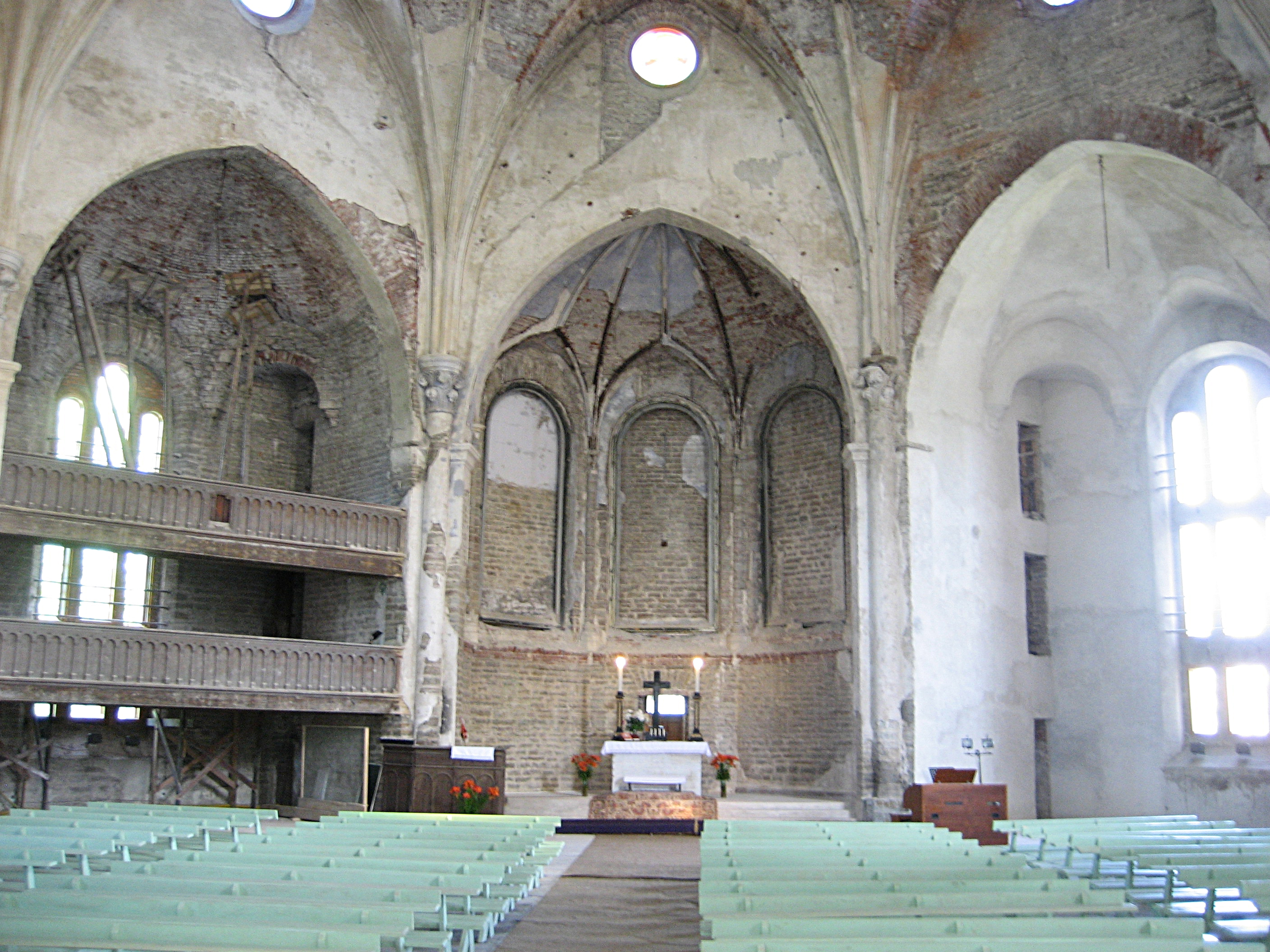
داخل کلیسا
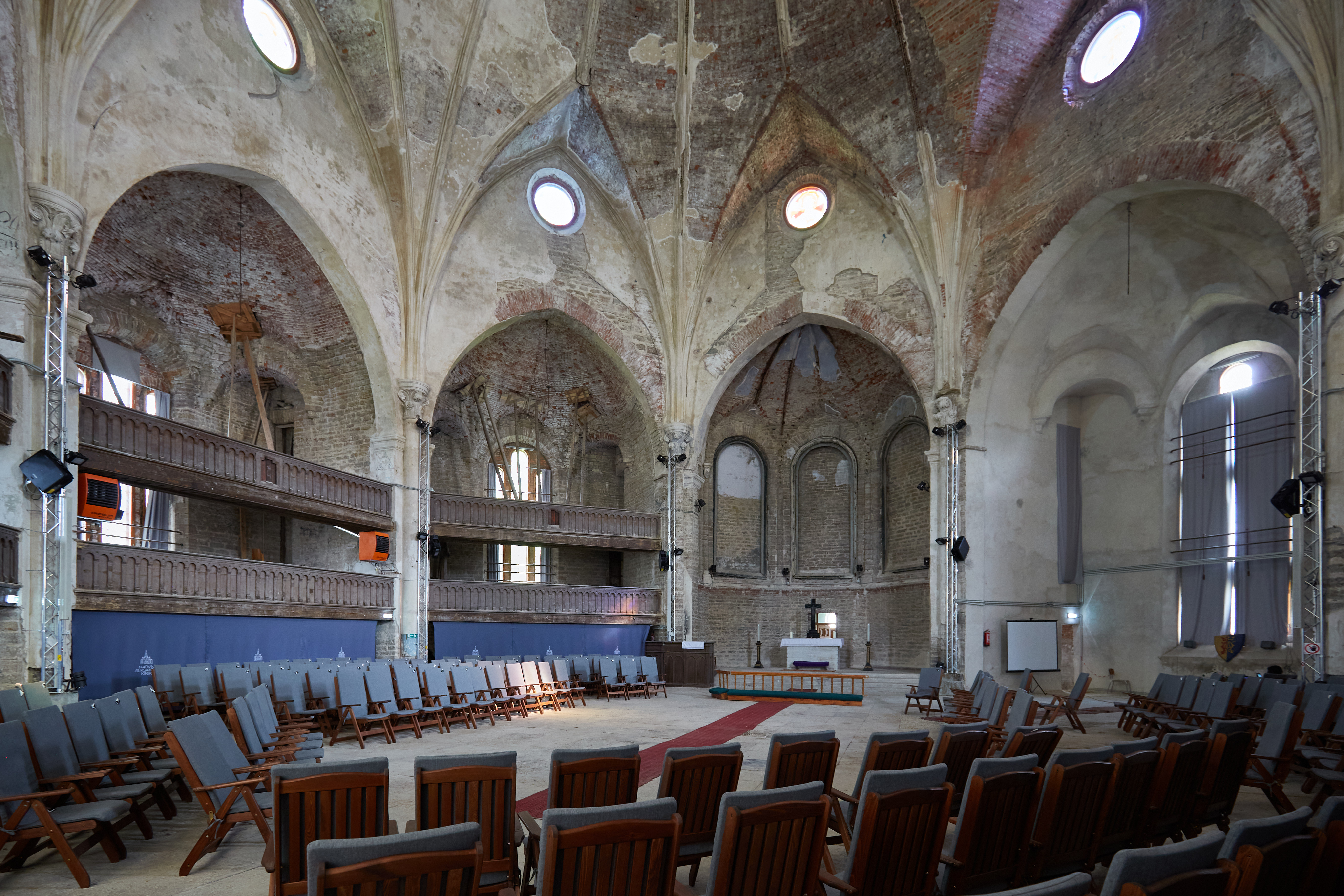
داخل کلیسا
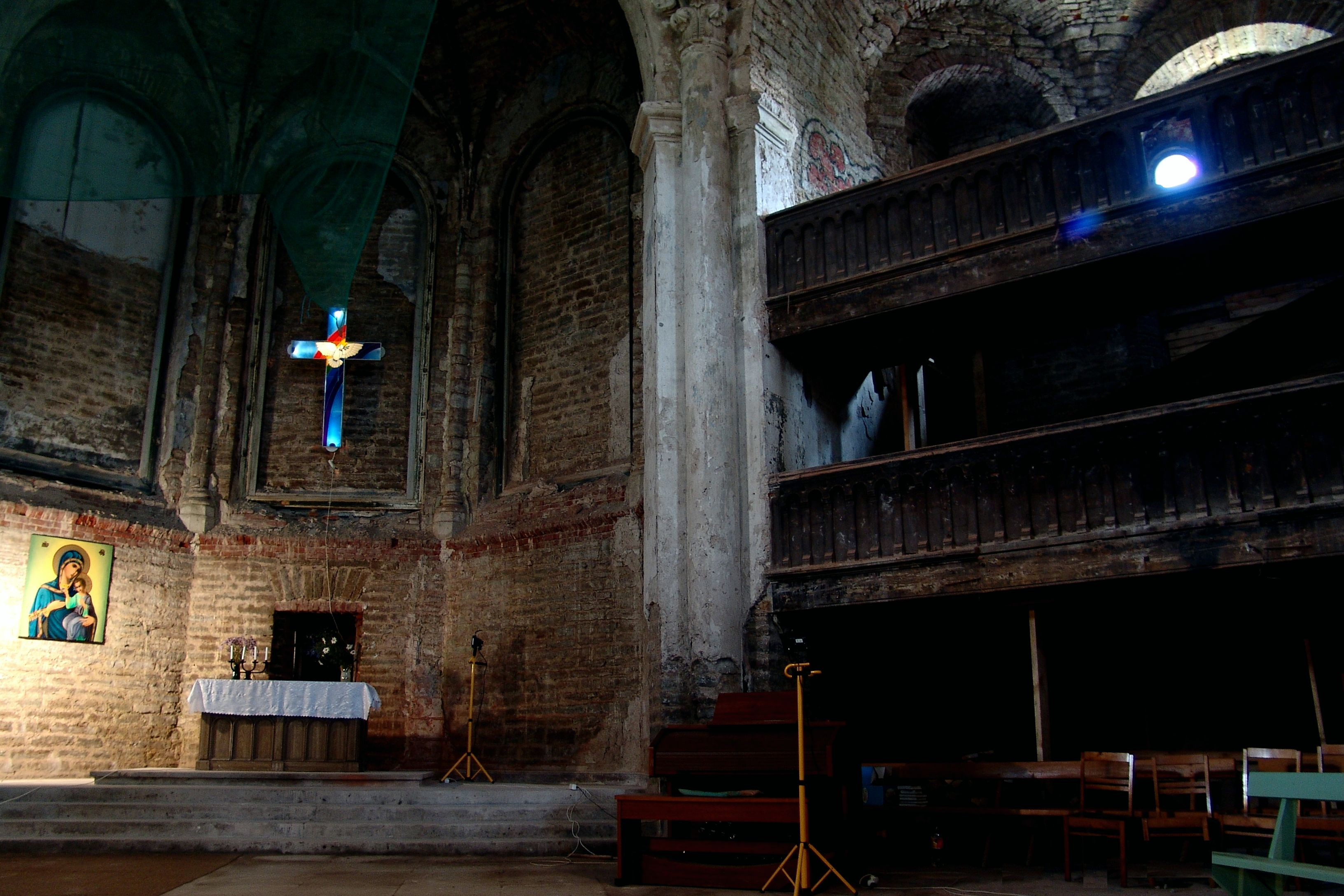
داخل کلیسا